# ジョン・ジャッド
ジョン・ジャッド（John Judd、1942年4月9日 - ）は、イギリスの自動車技術者。ジャック・ブラバムとともに、「ジャッド」ブランドで知られるレーシングエンジンビルダーのエンジン・デベロップメント社（EDL）を創業した。

## 経歴
1942年、コヴェントリー空襲の最中のコヴェントリーで生まれた。祖父は工具製造を生業とし、父はエンジニアをしているという家系だった。
学校を落第点で出た後、1958年に地元のコヴェントリー・クライマックス社で職を見つけ、見習い製図士として仕事を始めた。同社から奨学金を得たことにより、地元の大学に進学した。

### ブラバム
コヴェントリー・クライマックスは1957年からフォーミュラ1（F1）で複数チームへのエンジン供給を始め、ジャッドは1959年から1960年にかけてF1用エンジンのベンチテストを担当した。
しかし、コヴェントリー・クライマックス社は1966年からF1が3リッター規定となることを機にレーシングエンジンの開発を終了することを決定した。そのため、1965年の終わり頃、それまでクライマックスエンジンを使用していたブラバムでオーナー兼ドライバーを務めていたジャック・ブラバムは、1966年から地元オーストラリアのレプコ製エンジンを搭載することにした。その際、ジャッドはブラバムに雇われ、ジャッドはジャック・ブラバムと、エンジン設計者であるフィル・アーヴィングと共にエンジン開発に携わることになった。
この時にジャッドとアーヴィングによって開発された3リッターのレプコエンジンは、性能こそ圧倒的なものではなかったが、信頼性に優れ、1966年と1967年にブラバムにドライバーズとコンストラクターズのダブルタイトルを2年連続でもたらすことに貢献した。
また同時期、ブラバムはフォーミュラ2（F2）でも活動しており、一時は本田技研工業（ホンダ）エンジンを用い、同エンジンを設計した久米是志/川本信彦といったエンジニアたちと関係を結んだ。1966年にはホンダエンジンを搭載したマシンをドライブしたジャック・ブラバム/デニス・ハルムの2人が開幕11連勝を達成している。

### エンジン・デベロップメント社 (EDL)

#### 設立の経緯 (1971年)
ブラバムチームは1966年と1967年にF1でダブルタイトルを獲得したが、1967年に登場したフォード・コスワース・DFVエンジンが急速に有力となったことから、ジャック・ブラバムは1968年限りでレプコエンジンに見切りを付け、1969年からブラバムチームの搭載エンジンをDFVエンジンに切り替えた。
この際、ブラバムはジャック・ブラバム・コンバージョンズ社（Jack Brabham Conversions）を設立し、ジャッドを雇ってブラバムチーム用のDFVエンジンのチューニング（最適化のための開発）を担当させた。しかし、ブラバムは1970年限りでドライバー業とチーム経営の両方を引退し、オーストラリアに帰国することを決めてしまう。
そこで、ジャック・ブラバム・コンバージョンズ社を改組する形で、1971年にイギリスのラグビーにて、ジャッドとジャック・ブラバムを創業者とする形で、エンジン・デベロップメント社（Engine Development Ltd。以下「EDL社」）が設立された。

#### DFVエンジンのチューニング
EDL社は1970年代を通じてフォード・コスワース・DFVエンジンのリビルドやチューニングを手掛け、F1では、ウィリアムズ、アロウズ、チーム・ロータス、ティレル、シャドウ、エイモン、エンサイン、フィッティパルディといったチームを顧客としてリビルドを行い、特にウィリアムズにはチューニングを施したDFVエンジンを供給した。
1982年シーズンにはジャッドチューンによるDFVエンジンを搭載したウィリアムズのケケ・ロズベルグがドライバーズチャンピオンとなり、DFVエンジンとしては最後となるF1世界選手権タイトルを獲得した。この1982年時点で、コスワースによるDFVエンジンは495馬力から500馬力程度を出力したとされるが、ウィリアムズに供給されたジャッドチューンによるDFVエンジンは520馬力は確実に発生し、時には530馬力、個体によっては540馬力を出力することも可能だったと言われている。
1970年代後半にはインディカー用にターボチャージャーを搭載したDFXエンジンのチューニングも手掛けた。

#### V8エンジン

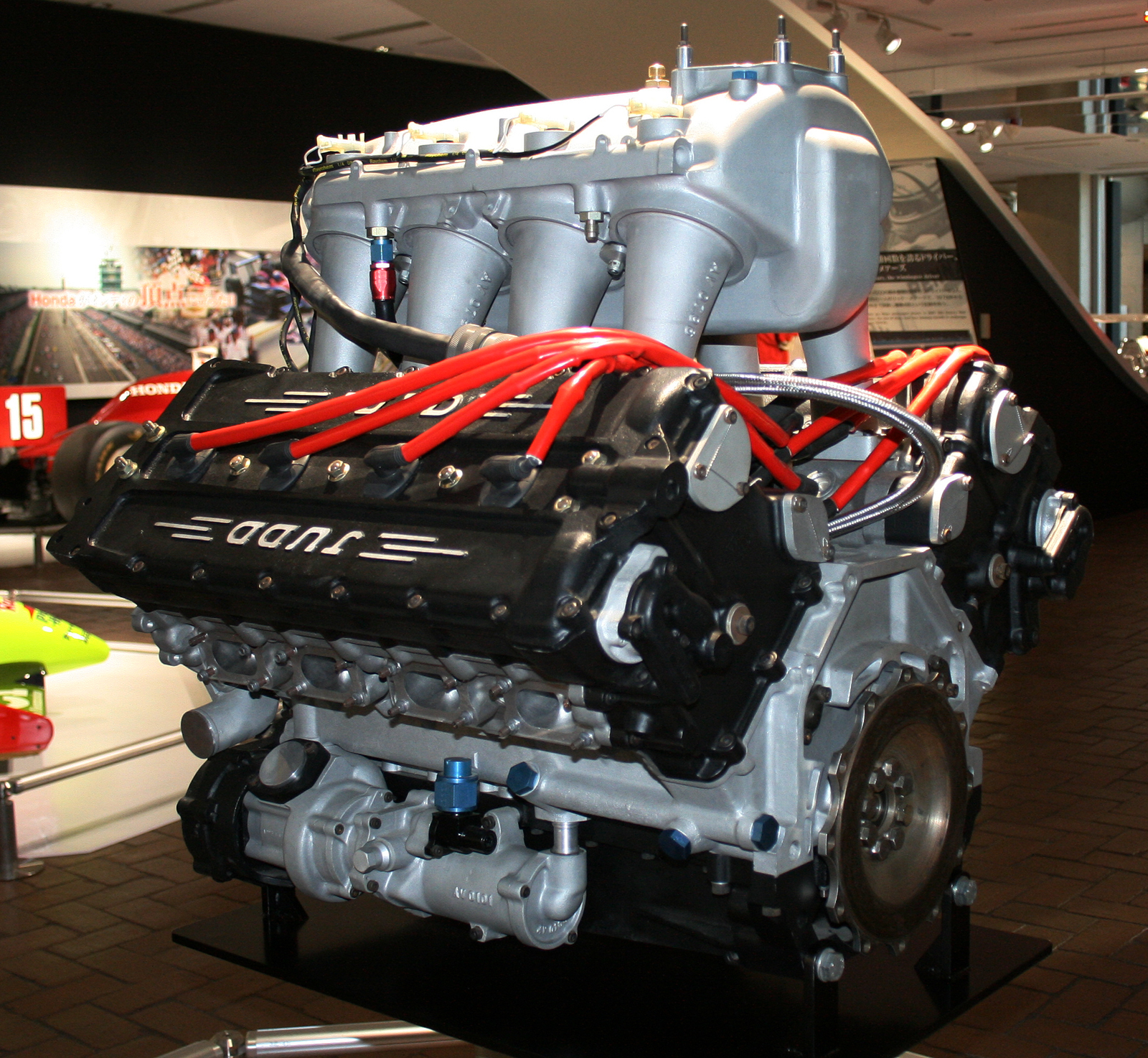
ブラバム＝ホンダ・エンジン（ジャッド・AVエンジン）

1980年にジャック・ブラバムとロン・トーラナックからの紹介で、本田技研工業（ホンダ）のF2用エンジンのリビルドやチューニングを手掛けるようになり、ホンダとの付き合いが始まった（前述の通りホンダとは1960年代にも関わりがあり、久々の関係復活でもあった）。これはEDL社にとっては事業拡大の契機となった。
ホンダがジャッドと契約したのは、日本の本田技術研究所は市販車開発で多忙だったためレース活動に割り当てられる人員に限りがあったことと、当時の最新のレーシングエンジン技術を知る必要があったためである。ホンダを支援する中でジャッドが披露したチューニングの各種アイデアは、ホンダのエンジン開発責任者となっていた川本信彦から高く評価され、ホンダからの依頼で、インディカー用V8エンジンの設計・開発を手掛けることになった。この計画はホンダ側の事情（F1への復帰を優先することにした）で中止となるが、ジャッドはそのエンジンの開発を独自に継続することを許され、EDL社単独で2.65リッターV8エンジン（ジャッド・AVエンジン）を開発し、1987年シーズンからインディカーへのエンジン供給を行った。このエンジンにはジャッドは当初「ブラバム＝ホンダ」（Brabham-Honda）の名を与えた。
このエンジンは、国際F3000用の3リッター自然吸気（NA）の「ジャッド・BV」や、F1用の3.5リッターNAの「ジャッド・CV」へと発展することになる。
1987年にマーチから要請を受けたことにより、EDL社は1988年シーズンからF1に復帰し、「ジャッド」の名でエンジン供給を行う。初年度は、マーチ（881）のほか、ホンダからの要請によりウィリアムズ（FW12）にも供給することになり、リジェ（JS31）を含めた3チームにエンジンを供給した。
このエンジンではF1では初めてザイテックと契約を結び、同社製の燃料噴射装置を採用した。

#### V10エンジン

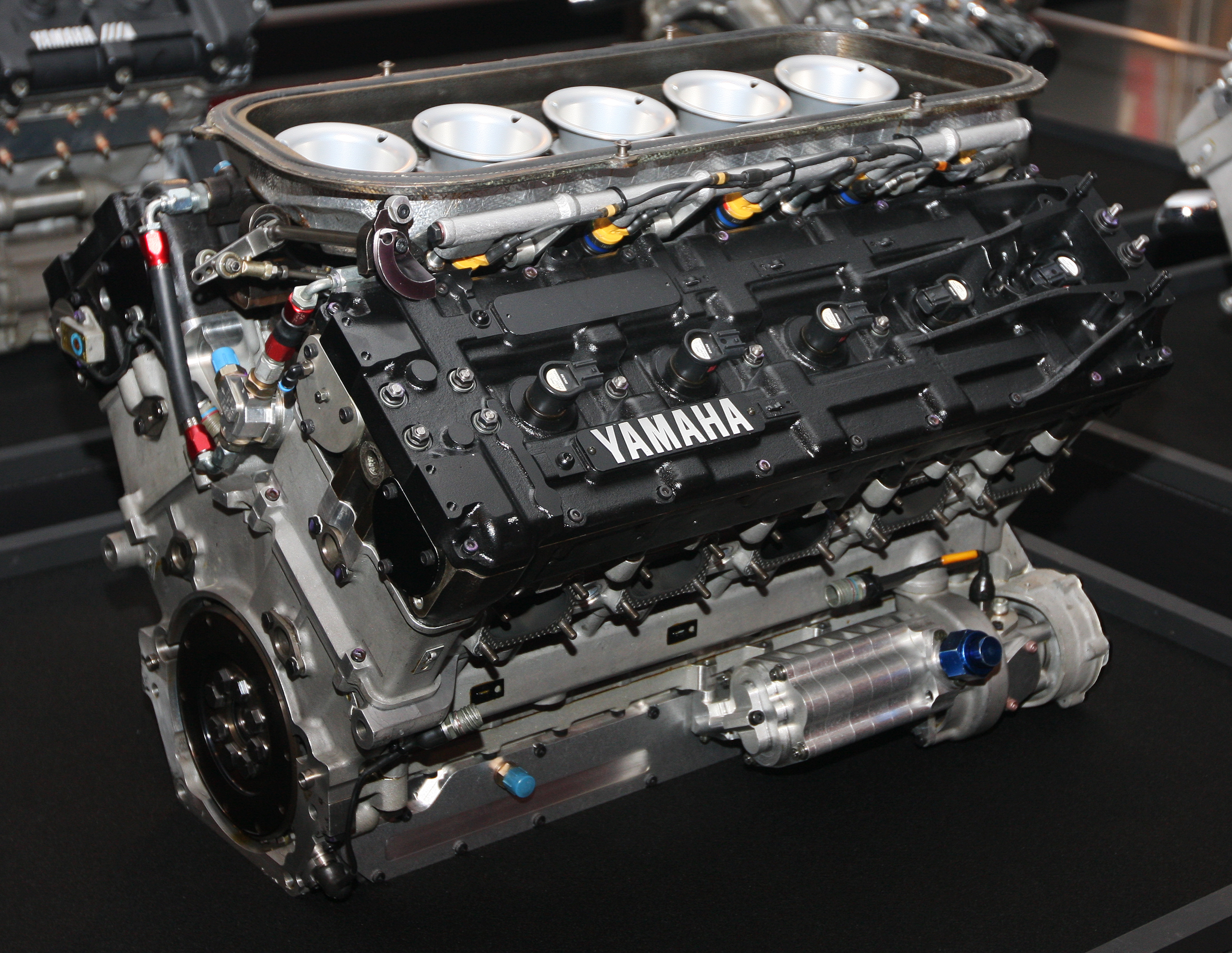
ヤマハ・OX10Aエンジン

1991年、ジャッドは新設計のV型10気筒エンジン（ジャッド・GV）を開発し、EDL社はこのエンジンを1991年シーズンにスクーデリア・イタリア、翌1992年シーズンにはブラバムとアンドレア・モーダに供給した。
1993年からヤマハ発動機との共同開発が始まり、ジャッド・GVエンジンをベースとして「ワークスエンジン」として開発することになり、同社の名の下に1993年から1997年にかけてヤマハ・OX10A（OX10B、OX10C）、ヤマハ・OX11Aとしてティレル、アロウズに供給が行われた。
EDL社のジャッドエンジンは市販レーシングエンジンとして開発されていたが、ヤマハの参画により、それまで鉄製だった部品がチタン製に置き換えられるなどの変更が施された。先端材料についてのノウハウはヤマハが優れていた一方、ジョン・ジャッドはエンジン開発のアイデアで協力した。
ヤマハが1997年限りで供給先を失い、F1から撤退したことに伴い、ジャッドもF1から撤退した。
その後、ジャッドとEDL社はスポーツカーレースに注力している。1992年にマツダ・MX-R01にジャッド・GVをベースとした「マツダMV10」を供給したほか、童夢とワコールが共同開発したジオット・キャスピタ（2号車）にもジャッド・GVが搭載されている。

## エピソード
- 1967年に登場したフォード・コスワース・DFVエンジンは、当初から高い戦闘力を発揮していたが、初期型にはギアチェンジ後のピックアップ特性が悪い（スロットル操作に対して反応が悪い）という欠点があり、コスワースでも解決方法を見出せず、しばらくそのままとなっていた[W 4]。1969年からDFVを使い始めたブラバムではジャッドがチューニングを担当しており、その欠点に気づいたジャッドは、DFVエンジンの燃料噴射装置に付けられていたストロークを最適化するためのカムを調整することでその問題を早期に解決していた[W 4]。各チームからリビルドのため戻されたDFVエンジンを検査する際、ブラバムのエンジンだけカムが違うことに気づいたコスワースは、オリジナルよりもはるかに良く機能することを確認し、そのチューニングを（ブラバムには無断で）取り入れ、他チーム用のエンジンにも適用したという[W 4]。